# Банда Сергея Балихина
Банда Сергея Балихина, также известная как «банда жёлтых хризантем» — преступная группировка, действовавшая в 2009—2011 годах на территории Москвы, причастная к серии убийств и разбойных нападений. Своё прозвище она получила за сокрытие оружия в цветах как характерный почерк при совершении преступлений. Разгромлена в 2012 году после ареста её лидера Сергея Балихина, который в 2014 году был приговорён к пожизненному лишению свободы. Прочие члены банды получили большие тюремные сроки в 2014 и 2020 годах по приговору суда.

## Лидер группировки
Сергей Балихин родился в 1975 году, был простым гражданином, мать работала экскурсоводом, отец таксист. Окончил техникум по специальности «повар», позже занимался на вокзалах торговлей. Вскоре Сергей женился, у него родился ребёнок, однако вскоре жена подала на развод. Оставшись один, Балихин начал увлекаться алкоголем. Однажды в районе вокзала он встретился с гражданином Украины Артёмом Юрескулой. Ранее тот жил в Одессе, где служил спецназовцем, а позже вступил в ОПГ «Девятый километр». Представления Сергея и Артёма о жизни: «люди — мусор, жизнь — дерьмо» удивительно совпадали, и они решили организовать совместный бизнес. Поначалу он был мирным — продавали мелочёвку по электричкам (в то же время Балихин получил прозвище «Голос» за то, что смог продать бесплатный экземпляр одноимённой газеты). Но постепенно стали брать «заказы»: о них пошла слава как о лихих парнях, которых можно нанять в качестве вышибал. В основном выбивали долги с коммерсантов. Потом взялись за уличный разбой: выслеживали на вокзалах хорошо одетых людей, жестоко избивали, отнимали деньги. В 2007 году приятели решили, что пора браться за крупные дела. Балихин через знакомых достал за 2,5 тысячи долларов пистолет с глушителем. Оружие было травматическое, переделанное под боевое.

## Преступная деятельность
Очередной собутыльник, Виктор Якубив, в разговоре за жизнь поведал, что его знакомый работал продавцом в палатке на ВДНХ у предпринимателей Пальчуков. Доход у них был неплохой, особенно в праздники. Уже на следующий день Балихин с Юрескулой поехали на ВДНХ — провести рекогносцировку на местности. Пару недель они следили за супругами. Наконец выбрали подходящий, по их мнению, день для ограбления — 7 марта 2009 года. Балихин и Юрескула зашли в подъезд вслед за Пальчуками. «Почему стрелял? Он сам виноват» — оправдывался позднее Сергей, — «засомневался, что пистолет у меня настоящий. Просто глушитель там необычный, серебристого цвета, вот он и не поверил. Пришлось убить». Труп выволокли на общий балкон. У жены Пальчука вырвали ключи, приставили пистолет к виску, буквально втолкнули в квартиру, где родителей ждал 14-летний сын. Антонину Пальчук пытали жестоко. Били, резали ножом, требовали показать тайник, совсем забыв, что выручки у торговцев нет. В итоге 400 тысяч рублей, припасённые на чёрный день, Балихин отправился пересчитывать в ванную. «Когда я вышел, и женщина и ребёнок были мертвы. Юрескула не просто их зарезал — ещё и измывался над трупами, по головам прыгал… Конечно, они ненужные свидетели, но не по себе мне было от этой резни» — вспоминал Балихин.
26 ноября 2010 года они вновь пошли на дело. Объект выбрали по вывеске «скупка золота» на вокзале. Якубив и Юрескула предложили хозяину павильона, Сабихову, золото, тот согласился. Тогда в помещение вошёл Балихин, и угрожая пистолетом, потребовал деньги. Но Сахибов, как и Пальчук, не поверил, что оружие настоящее, и указал визитёрам на дверь. Его тут же застрелили. Из павильона преступники забрали 10 тысяч рублей, выставленные на продажу мобильные телефоны и два ноутбука.
Соучастников для преступлений Балихин подыскивал на вокзалах. Выбирал таких же, как он сам, — мелких гопников. Агитировал за бандитскую власть — дескать, срывать шапки с пассажиров невелика доблесть, да и не протянешь долго на таком грошовом ремесле. Так он познакомился с Василием Сотниковым. В октябре 2010 года из мест лишения свободы освободился бывший сокамерник Сотникова, больной СПИДом наркоман Марат Юсупов. И, разумеется, присоединился к банде. А вот криминальные похождения Артёма Юрескулы вскоре закончились: как-то зимой, напившись, он выпал из окна своей квартиры на 7-м этаже и разбился насмерть. Юсупов предпочёл «черновую» работу в нападениях непыльному сбыту краденого. Часть отдавал в столичные ломбарды, но основную массу вёз в Иркутск, домой.
18 марта 2011 года они совершили налёт на небольшой ювелирный магазинчик возле Киевского вокзала. В магазин вошёл Балихин и выстрелил девушке прямо в глаз. После этого он пропустил внутрь магазина сообщника — Сотникова, который начал сгребать с витрин драгоценности. В этот момент на пороге магазина появился хозяин — Джахангир Абулов. Он даже не сразу не понял, что в магазине преступники. Балихин пропустил его внутрь и тут же выстрелил в затылок. Пуля прошла навылет. Падая, несчастный своим телом разбил стеклянную витрину магазина. И это невольно погубило его брата Расима. В это время мужчина находился в соседнем помещении ломбарда, который надёжно защищен бронированной дверью. Услышав звон стекла, Расим выглянул наружу. И тут же получил пулю в лоб. Тишину нарушил женский крик. Сначала — из ломбарда. Там, оказывается, был ещё один человек — директор ломбарда. Увидев, как застрелили Абулова, она сначала оцепенела, потом закричала. Но тут её заглушили крики уже с улицы — цветочница, торговавшая рядом с магазином, стала голосить: «Полиция! Тут грабят!» Это и спасло жизнь директору. Бандиты спешно ретировались, оставив после себя три трупа. И — как насмешку — букет жёлтых хризантем, усеянный осколками разбитой витрины. Ушли они, поймав машину «автостопом».
«Цветы? А что цветы? Моя придумка, тонкий психологический ход, — вспоминал Балихин не без гордости на одном из допросов. — Удобно пистолет прятать. И лицо в маске от глазков камер. И прохожие не так внимательно тебя рассматривают. Брал самые дешёвые, а жёлтые — потому что их обычно никто не берёт: цвет разлуки считается. Вот такая визитная карточка получилась».
Как раз во время сбыта драгоценностей была выбрана следующая жертва — Сергей Коровин, владелец свадебного салона. К нему в магазин Балихин пришёл сначала как посетитель. Предложил золотые серьги. Супруга Коровина, стоявшая в тот день у прилавка, отказала странному незнакомцу, однако потом Сергей всё-таки уговорил тезку. Но сделкой с Коровиным Балихин был недоволен. «Этот хапуга такую низкую цену назначил, что я даже опешил, — негодовал бандит. — И я решил проучить его за жадность».
29 декабря 2011 г. Балихин, сказав Коровину: «Привет. Как дела?», выстрелил в него два раза из того же пистолета. После этого они с Сотниковым ограбили салон.
Возбуждённые четыре уголовных дела, связанные с преступлениями банды Балихина, позже были объединены в одно дело.

## Арест Балихина
В марте 2012 года Сотников вместе с другим наркоманом — неким Козловым, был задержан за убийство полковника МВД в отставке, преподавателя института. Узнав о задержании сообщника, Балихин оставил только пистолет, а остальной арсенал отдал Якубиву, тот хранил его на даче. При задержании у того был обнаружен настоящий музей банды: маски с преступлений, одежда Балихина — водолазка и бушлат на белом меху, оружие (три гранаты, шесть пистолетов, больше ста патронов для стрельбы из пистолетов и охотничьего оружия, обрезы), наручники, украденное золото и вырезки из газет с описанием преступлений.
У Сотникова при обыске нашли многочисленные бирки от ювелирных изделий. Их проверили по базам — так и есть — значатся по расстрелу в свадебном салоне Коровина. А тут ещё напарник Сотникова вспомнил: под наркотическим кайфом тот хвастал, что, спрятав лицо под медицинской маской, совершил в Москве несколько налётов с убийствами. А некий Серёга по кличке Голос был у него на подхвате. Козлову показали видеозапись с убийств в ювелирном магазине и свадебном салоне. Он тут же узнал приятеля. Правда, Сотников играл совсем не главную роль — всюду он был на подхвате, шёл следом за неким крепышом Серёгой и делал всё, что тот велел. Сам Сотников о лидере банды рассказывал весьма скупо — служил в спецназе, был опасен, всегда носил с собой гранату «на крайний случай» и ездил на Mazda RX-8.
Личность Балихина была установлена и он был задержан 6 апреля, с пистолетом ИЖ-79, переделанным под боевой. Позже Балихин признался: «Живым сдаваться не собирался. Стрелял бы до тех пор, пока не убил всех ментов».
25 октября 2012 года стало известно о задержании последнего члена банды — 39-летнего Виктора Якубива, уроженца Донецкой области. Как оказалось, в тот день Якубив с подельниками ограбил бизнесмена во 2-м Южнопортовсом проезде, отобрав у него иностранную валюту на общую сумму 21 миллион рублей, избив пострадавшего и приковав его наручниками к столбу. В ходе объявленного плана «Перехват» полиция задержала Якубива, прятавшегося в квартире своей подруги. В ходе обыска, проведённого на её даче, полицейские конфисковали большое количество огнестрельного оружия и боеприпасов.

## Членство
- Сергей Балихин, 1975 года рождения, основатель и лидер банды. Приговорён к пожизненному лишению свободы в колонии Мордовская зона.
- Юрий Сотников, 1983 года рождения. Наркоман, ранее судимый за кражу. Диагноз — СПИД, от последствий умер в СИЗО.
- Артём Юрескула, уроженец Украины, служил в спецназе. Погиб, упав зимой 2010 из окна своей квартиры на седьмом этаже.
- Виктор Якубив, принимал участие в некоторых нападениях, приговорён к 14 годам лишения свободы.
- Марат Юсупов, наркоман, сокамерник Сотникова, занимался сбытом награбленного, принимал участие в нападениях, приговорён к 19 годам лишения свободы.
- Денис Сарычев, член банды. Вместе с Тимофеем Шатовкиным и Сергеем Ходыкиным совершил разбойное нападение на квартиру предпринимателя в Заревом переулке в Москве с тройным убийством (в 2009 г.). Задержан в 2017 году в Рязани. В августе 2020 года приговорён Мосгорсудом к 23-м годам лишения свободы.[8]
- Тимофей Шатовкин, задержан в 2017 году. В 2020 году приговорён к 20 годам лишения свободы.
- Сергей Ходыкин, житель г. Гуково, Ростовской области. Задержан в 2017 г., приговорён в 2020 г. к 17 годам лишения свободы.

## Суд
Суд присяжных признал Сергея Балихина, Виктора Якубива, Марата Юсупова и Юрия Сотникова виновными в бандитизме, убийстве, разбое и незаконном обороте оружия. Была доказана причастность членов банды к убийству девяти человек. 24 сентября 2014 года Мосгорсуд приговорил Балихина к пожизненному лишению свободы с отбыванием в колонии особого режима Мордовская зона. Марат Юсупов получил 19 лет, Виктор Якубив 14. Сотников же умер в следственном изоляторе от СПИДа.
4 августа 2020 года Мосгорсуд приговорил остальных задержанных членов банды к срокам от 17 до 23 лет. Главарь банды Сергей Балихин повторно выслушивал приговор.